# 黒住宗忠
黒住 宗忠（くろずみ むねただ、安永9年11月26日（1780年12月21日） - 嘉永3年2月25日（1850年4月7日））は、日本の神道家。教派神道黒住教開祖。備前国出身。

## 生涯
安永9年（1780年）11月26日の冬至の日に、備前国御野郡中野村（現在の岡山県岡山市北区上中野）の今村宮に仕える禰宜の家に三男として生まれる。
幼名を権吉（ごんきち）といい、備前藩から孝行息子として表彰されるほどの親孝行であったといい、「黒住の孝行息子」と周囲からあだ名されたという。神職を継いでからは、左京宗忠と改名している。
文化9年（1812年）8月、実母・黒住つたが腹痛のため寝込んでしまい、次いで実父・黒住宗繁も同じような腹痛となる。宗忠は懸命に看病を行なうが、次々と両親を失う結果となり、極度の絶望状態に陥り、やせ衰えて行く中で翌年の11月頃には自身も肺結核と思われる病となって寝込んでしまう。
しかし、文化11年（1814年）11月11日、最早最期と覚悟した宗忠は冬至の朝の太陽を浴びる中で天照太神と同魂同体となるという「天命直授」と言われる霊的体験により天命を悟るとともに、病気も消えうせ、宗教的活動を開始したと言われる。以後、様々な託宣や病者の救済を行いながら、37年にわたって各地で布教活動を続けた。
嘉永3年（1850年）2月25日昇天。享年71。皇室や公家の中に宗忠に帰依する者が多く、宗忠の死後、神道の権威とされた吉田家より「宗忠霊神」、安政3年（1856年）3月8日に「宗忠大明神」の神号が授けられ、文久2年（1862年）2月25日に京都神楽岡に宗忠神社が創建された。
宗忠神社は慶応元年（1865年）4月18日、孝明天皇によって勅願所となり（孝明天皇が定めた勅願所は宗忠神社のみである）、翌年2月7日従四位下の神階を宣下された。